# Гбоко
Гбоко (англ. Gboko) — город в Нигерии, расположен в штате Бенуэ.

## Географическое положение
Высота центра НП составляет 322 метра над уровнем моря.

## Демография
Население города по годам:
| 1991    | 2010    |
| ------- | ------- |
| 101 281 | 485 743 |